# 키프로스 마론파 아랍어
키프로스 마론파 아랍어(영어: Cypriot Maronite Arabic), 키프로스 아랍어(영어: Cypriot Arabic)(마론파어, 산나어로도 알려져 있음)는 키프로스의 마론파 공동체에서 사용하는 아랍어 방언이다.
과거, 이 언어의 화자들은 대부분 코르마티키스(Kormakitis) 마을에 살고 있었다. 그러나 1974년 터키의 키프로스 침공으로 대부분의 화자들은 남키프로스로 흩어졌다. 이는 이 언어의 쇠퇴를 낳았다.
이 언어의 사용자들은 전통적으로 키프로스 그리스어와 이중언어화자들이었다. 2000년 이전의 어느 시점에서, 모든 사용자가 30대 이상이었다. 유네스코는 2002년 이래 이 언어를 "심각하게 위기에 처한 언어"로 지정하고 있다. 2008년부터 키프로스의 소수언어로 인정되고 있다. 2011년의 국세조사에서는 남키프로스 지역에 3,656명의 마론파 키프로스인들이 살고 있는데, "누구도 (키프로스 마론파 아랍어를) 그들의 제1언어로 명기하지 않았다".

## 같이 보기
- 키프로스의 언어
- 아랍어의 언어변이형